# Jnana Yoga
Nella scuola di pensiero induista del Vedānta, il Jnana Yoga (dal sanscrito Jnana - conoscenza, e Yoga - unione) è uno dei quattro sentieri di base per raggiungere la salvezza (insieme a Bhakti Yoga, Raja Yoga e Karma Yoga).
Jnana Yoga è il sentiero della conoscenza; secondo questo Yoga, la liberazione (Moksha) e l'unione con Dio si possono acquisire per mezzo della conoscenza di Brahman, riconoscendo il Brahman come il proprio Sé. La liberazione dal Saṃsāra (ciclo delle nascite e delle morti) è ottenuta grazie alla realizzazione dell'identità dell'anima individuale (jiva) con l'Anima Suprema (Brahman).
La causa di tutta la sofferenza e degli attaccamenti è l'ignoranza metafisica (Avidya); essa agisce come un velo (Maya) o uno schermo, che impedisce al Jīva di percepire la sua natura reale e divina. Nella sua piccolezza ed ignoranza, il Jiva (l'anima individuale) stupidamente si convince di essere separato e diverso da Brahman. La conoscenza di Brahman (o Brahma Jnana) rimuove questo velo permettendo al Jiva di ristabilirsi nella sua propria natura essenziale: Sat-Chit-Ananda (Esistenza, Conoscenza, Beatitudine).
Il praticante del Jnana Yoga (Jnana-Yogi) prende coscienza che Brahman è la Vita della sua vita, l'Anima della sua anima; egli sente e sa che Dio è il suo proprio Sé. Grazie alla meditazione costante, intensa ed integrata, egli comprende la sostanziale unità di Atman e Brahman, e si rende conto di essere uno con l'Assoluto attraverso la visione spirituale o intuizione profonda, e non soltanto con lo studio di libri, di teorie o di dogmi; infatti, Jnana non è un sapere puramente intellettuale. Non si tratta unicamente di comprendere e accettare un concetto. Non è una semplice asserzione intellettuale, è la realizzazione diretta di una unione, l'unità con Dio, l'Essere Supremo. La sola convinzione intellettuale non può portare all'autentica conoscenza di Brahman.
Il Jnana Yoga insegna che esistono quattro metodi per conseguire la Liberazione:
- Viveka - discriminazione: l'abilità di differenziare tra ciò che è reale / eterno (Brahman) ed irreale / temporaneo (qualsiasi altra cosa nell'universo).
- Vairagya - distacco: il rifiuto dei piaceri del mondo, dovuto alla comprensione che questi sono in verità le fonti del disagio.
- Shad-sampat - le Sei Virtù:
  - Sama (la calma, il controllo della mente e dei pensieri);
  - Dama (il controllo degli organi di senso);
  - Uparati (la rinuncia alle attività che non siano doveri, o attività che non facciano parte del Dharma);
  - Titiksha (fermezza interiore di fronte alle avversità, alle diversità e alle coppie di opposti, come il piacere ed il dolore);
  - Shradda (fede nell'insegnamento del Vedānta);
  - Samadhana (concentrazione perfetta);
- Mumukshtva (ardente attesa e intenso desiderio di liberazione dai vincoli di tempo e spazio).

Al Jnana Yoga è dedicato il quarto capitolo della Bhagavad Gita.